# Miota kiefferi
Miota kiefferi är en stekelart som beskrevs av Peter Neerup Buhl 1997. Miota kiefferi ingår i släktet Miota, och familjen hyllhornsteklar. Arten är reproducerande i Sverige.